# Национални пут Јапана 176
Национални пут Јапана 176 је Национални пут у Јапану, пут број 176, који спаја градове Мијазу и Кита-ку, Осака укупне дужине 154,2 км.

## Везе са главног пута
- Национални пут Јапана 178
- Национални пут Јапана 175
- Национални пут Јапана 9
- Национални пут Јапана 173
- Национални пут Јапана 171
- Национални пут Јапана 1
- Национални пут Јапана 2
- Национални пут Јапана 25